# Jean-Marie Baudouin de Maison-Blanche
Jean-Marie Baudouin de Maison-Blanche, né le 9 janvier 1742 à Chatelaudren, mort le 6 décembre 1812 à Lannion, est un avocat français. Il fut nommé, en 1789, député de Lannion aux États de Bretagne, puis fut député aux États généraux, à Versailles.

## Biographie
Il œuvra pour la reconnaissance du domaine congéable et présenta au comité féodal, dès le 6 décembre 1789, un traité sur les usements de la Basse-Bretagne puis publia, peu après, un projet de décret sur le domaine congéable en faisant ressortir la non-féodalité de ces domaines. Le domaine congéable fut reconnu et admis par la loi du 6 août 1791.
Mais, la loi du 27 août 1792 offrit la faculté aux preneurs (colons) de racheter les rentes convenancières, cette loi déclarant dans son préambule que « la tenure connue sous les noms de convenant ou domaine congéable participe de la nature des fiefs et qu’il est instant de faire jouir le domanier de l’abolition du régime féodal ».
Le décret du 17 juillet 1793 atteignit les rentes convenancières qui se trouvèrent supprimées sans indemnités.
Cependant, ces lois furent abrogées par la loi du 9 brumaire an VI qui reconnaissait ainsi le caractère non féodal du bail à convenant, le preneur n’étant « qu’un fermier du fond ». Le bail à convenant fut encore utilisé durant une grande partie du XIXe siècle. Le bail à domaine congéable est actuellement codifié par les articles L431-1 à L431-23 du titre III du code rural.

## Publications
- Institutions convenantieres, ou, Traité raisonné des domaines congéables en général, & spécialement à l'usement de Tréguier & Goëlo, Saint-Brieuc, Jean-Louis Mahé, 1776.

## Sources
- Archives des côtes d'Armor : Acte de Baptême  le 9 janvier 1742 à Châtelaudren.L'acte est en partie détruit, mais le nom se retrouve dans la signature, de même le jour de naissance est compris entre le 2 et 10 janvier.) ; Acte de Décès  le 6 décembre 1812 à Lannion ; Acte de baptême de son fils Jean Joseph Nicolas, le 9 novembre 1775,  avec Catherine Jeanne Prigent.
- Jean-Marie Baudouin de Maison-Blanche, par René Kerviler, in Mémoires de la Société d'émulation des Côtes-d'Armor, 1885.
- Répertoire de législation, de doctrine et de jurisprudence, par Dalloz aîné, t. 38, 1857, p. 394.
- Jean Baptiste Victor Proudhon,  Traité des droits d'usufruit, d'usage, d'habitation et de superficie, Bruxelles, Farlier, 1833, p. 108 et suiv.